# Urceola micrantha
Urceola micrantha är en oleanderväxtart som först beskrevs av Wallich och George Don jr, och fick sitt nu gällande namn av D. J. Middleton. Urceola micrantha ingår i släktet Urceola och familjen oleanderväxter. Inga underarter finns listade i Catalogue of Life.